# Madame Rouge
Madame Rouge (de son vrai nom Laura De Mille) est une super-vilaine de DC Comics. Elle est d'abord apparue dans Doom Patrol v.1 #86.

## Biographie
Laura De Mille était à l'origine une actrice de théâtre. Après un accident de voiture, elle développa un trouble dissociatif de l'identité. Elle attira l'attention du Cerveau et de son associé Monsieur Mallah. Avec l'aide de Mallah, le Cerveau exécuta une opération de chirurgie sur De Mille, qui rendit sa personnalité malveillante dominante, ce que le Cerveau avait prévu. Prenant le pseudonyme de Madame Rouge, De Mille devint le seul membre de sexe féminin de la Confrérie du Mal, et prêta assistance à la Confrérie dans ses batailles avec la Patrouille Z (alias Doom Patrol).
À l'origine, Madame Rouge était simplement une maîtresse du déguisement; le Cerveau opéra de nouveau sur elle pour lui donner le pouvoir de changer son apparence et d'étendre ses membres.
Les personnalités multiples de De Mille se manifestèrent encore, sa partie bonne apparaissant de temps en temps. Rouge eut une relation amoureuse avec le chef de la Patrouille Z, Le Chef (Niles Caulder), qui fut capable d'aider Rouge à réprimer son côté maléfique et de s'allier avec la Patrouille Z.
L'esprit de Rouge revint cependant à son état malveillant, ce qui la poussa à chercher vengeance envers la Confrérie du Mal et la Patrouille Z. Elle réussit apparemment à assassiner les deux groupes. Des années plus tard, Robotman et les Teen Titans poursuivirent Rouge et son allié le Général Zahl. Beast Boy tua Rouge à laquelle il en voulait personnellement, et au moment de sa mort, le côté bon de son esprit se manifesta ; elle pardonna à Beast Boy et appela Niles, qu'elle considérait comme son véritable amour.
La fille de Madame Rouge, Gemini, qui était aussi métamorphe, apparut des années plus tard pour prendre vengeance sur Beast Boy.
En 2004, John Byrne, scénariste de DC, fit recommencer la série Doom Patrol et décida que ce qui s'était passé auparavant n'était plus canon et n'avait pas eu lieu. Malgré cela, Madame Rouge y était un zombie invoqué par Brother Blood pour empêcher les Titans de libérer Kid Eternity dans Teen Titans #31 (2006). Les scénaristes suivants ignorèrent ce changement introduit par Byrne, indiquant qu'il s'agissait un problème de continuité causé par Superboy-Prime. Ainsi, Madame Rouge est toujours morte et son histoire reste intacte. Cependant, sa fille Gemini a repris le costume de sa mère et est membre de la nouvelle Confrérie du Mal.

## Pouvoirs
Madame Rouge était à l'origine une simple maîtresse du déguisement. Plus tard, elle acquit le pouvoir d'étirer très longuement n'importe quelle partie de son corps, et pouvait modifier son visage pour se déguiser en n'importe quelle personne.

## Apparitions dans d'autres médias

### Teen Titans
Madame Rouge apparait dans la série animée Teen Titans : Les Jeunes Titans en tant que membre de la Confrérie du Mal. Cette version est très proche de celle du comic, à l'unique différence qu'elle ne possède pas sa double-personnalité, et n'a pas cherché à détruire la Confrérie, dont elle est l'un des meilleurs éléments : sur les quatre titans que le Cerveau l'avait chargée de capturer (Robin, Wildeebeast, Hot Spot et Kid Flash), seul Kid Flash est parvenu à lui échapper, et uniquement grâce à l'aide inattendue de Jinx. De plus, elle parle avec un accent russe plutôt que français, y compris dans la version originale anglophone.
Pouvoirs
Introduite dans le second épisode de la cinquième saison, Madame Rouge est l'un des plus puissants ennemis des Titans : son don de métamorphe lui permet de se déformer, d'allonger ses membres, de franchir les obstacles comme les grilles, de prendre l'apparence de qui elle désire et de résister à la plupart des armes (les gadgets de Robin se sont avérés inutiles face à elle). Elle semble également posséder une force et des réflexes surhumains, étant parvenu à arrêter Kid Flash en pleine course et à lancer divers adversaires aussi facilement que des poupées de chiffons. En revanche, elle est à priori vulnérable aux températures extrêmes : elle s'est révélée incapable de toucher Hot Spot sous sa forme de feu, et semblait presque fondre lorsqu'elle était trop proche de lui. De même, Robin a pu la neutraliser temporairement en la gelant avec une bombe spéciale.

### Doom Patrol
Madame Rouge apparait dans les saisons 3 et 4 de la série télévisée Doom Patrol, interprétée par Michelle Gomez. Dans cette version, elle a voyagé dans le temps pour retrouver le Chef mais arrive après sa mort de vieillesse. Elle finit par rejoindre la Doom Patrol.